# Попов Георгій Леонтійович
Георгій Леонтійович Попов (рос. Гео́ргий Лео́нтьевич Попо́в, 3 травня 1918, Приганка — пом. 9 серпня 1995, Мінськ) — білоруський російськомовний письменник, автор як реалістичних, так і фантастичних творів.

## Біографія
Георгій Попов народився в селі Приганка Алтайського краю, пізніше родина майбутнього письменника переїздить до селища Анжерка (в майбутньому частина міста Анжеро-Судженськ), де Попов навчався в медичному училищі. Уже під час навчання в медичному училищі розпочав друкувати вірші в місцевій пресі та газетах Новосибірська. У 1938 році, після закінчення медичного училища, розпочав працювати фельшером, а в 1940—1941 році паралельно навчався в Новосибірському педінституті.
Після початку німецько-радянської війни Георгій Попов служив у 246-ій стрілецькій дивізії, пізніше служив у північній групі військ, у кінці війни його перевели до Мінска. У 1945—1955 роках Попов служив військовим журналістом у Білорусі, після демобілізації у 1956—1959 роках працював журналістом в газеті «Колхозная правда», а в 1959—1966 роках був відповідальним секретарем альманаху «Советская Отчизна». У 1960 році альманах стає журналом «Німан», і Попов до 1978 року працює в ньому заступником головного редактора.
Літературну творчість Георгій Попов розпочав у 1952 році в альманаху «Советская Отчизна», в якому він пізніше працював. У 1956 році у військовому видавництві виходить перша збірка його творів на війському тематику «У рідному полку» (рос. В родном полку). Протягом наступних років письменник опублікував низку збірок реалістичних творів, зокрема в 1958 році вийшла друком збірка «Половодье», у 1965 році збірка «Клок сена», у 1968 році збірка «Гуси-лебеди», у 1977 році збірка «Поездка в Тростёну», у 1981 році збірка «Память». У 1974 році вийшла друком перша фантастична повість письменника «За тридев'ять планет», у якій розповідається про те, як простий сільський хлопець Едік Свистун потрапляє на іншу планету, яка є фактично копією Землі, й на ній живуть виключно дружолюбні люди. У 1978 році вийшло продовження цієї повісті «У гостях добре, а дома краще». У 1977 році вийшла друком ще одна фантастична повість Попова «Люди й тіні», в якому розповідається історія хлопчика, якого під час авіакатастрофи над тайгою врятували іншопланетяни.
За багаторічну письменницьку діяльність Георгія Попова нагороджено Почесною грамотою Президії ВР БРСР та Орденом «Знак Пошани». У 1977 році Георгію Попову присвоєно звання заслуженого працівника культури БРСР. Помер Георгій Попов у 1995 році в Мінську.

### Збірки
- 1956 — В родном полку
- 1958 — Половодье
- 1965 — Клок сена
- 1968 — Гуси-лебеди
- 1977 — Поездка в Тростёну
- 1978 — Память
- 1981 — Низкий поклон
- 1986 — В шести часах на автобусе
- 1986 — На том, на волжском берегу
- 1989 — На дороге

### Повісті
- 1963 — Полный меток счастья
- 1965 — Завихрение судьбы
- 1971 — Поездка в Тростёну
- Дилогія «Из записок Эдика Свистуна»:
  - 1974 — За тридевять планет
  - 1978 — В гостях хорошо, а дома лучше
- 1977 — Люди и тени
- 1977 — Дола
- 1977 — Память
- 1985 — Первое лето
- 1986 — На том, на волжском берегу